# Ateneo popular
El ateneo popular o ateneo obrero es el nombre que recibe un tipo de ateneo que surge de la tradición del movimiento republicano de España y que se dio también en otros países de habla hispana. "Surge entonces [en las últimas décadas del siglo XIX] todo un entramado de asociaciones específicamente culturales (ateneos, centros de estudios, etc.) de diversas tendencias ideológicas, unidas, sin embargo, por un mismo propósito: la educación y culturización de las clases populares". En los que se refuerza la cultura popular, y "Quan parlem de cultura popular, estem parlant de cultura que surt del poble i retorna al poble, sense que quedi monopolitzada en cap estament de la societat."  (traducido del catalán: Cuando hablamos de cultura popular, estamos hablando de cultura que sale del pueblo y regresa al pueblo, sin que quede monopolizada en ningún estamento de la sociedad). 
Originalmente conformados como asociaciones culturales su proliferación, especialmente entre la década de los 80 del siglo XIX y la Segunda República Española, se vio favorecida en buena parte por la carencia de infraestructuras educativas oficiales para la clase trabajadora; en muchos casos tenían locales propios o utilizaban las infraestructuras de los sindicatos o de asociaciones comunales. Algunos ateneos populares estuvieron políticamente alineados al pensamiento republicano e izquierdista y de varias organizaciones militantes de España, y eran el punto de encuentro para la difusión de sus ideas. 
Entre las actividades de los ateneos populares podían encontrarse boletines informativos, edición de libros y panfletos, excursiones al campo, conferencias y charlas, teatro, recitales poéticos, debates, clases de esperanto, o bibliotecas de libre acceso; generalmente estas actividades eran autofinanciadas por los usuarios. Algunos de estos ateneos, debido en cierto modo a la influencia anarcosindicalista, mantenían escuelas racionalistas en las que se escolarizaban los hijos de los trabajadores en un ambiente laico y progresista.
Un ejemplo de ateneo popular histórico es el Ateneo Enciclopédico Popular, que a lo largo de historia ha pasado por diferentes administraciones y que existe hasta el día de hoy.

## Historia
La palabra ateneo etimológicamente proviene de la diosa griega de la sabiduría Atenea. Según este término los Ateneos son centros en los que se difunde la cultura. En España a partir de mediados del siglo XIX tanto la burguesía (como por ejemplo el Ateneo de Madrid, o el Ateneo de Barcelona) como la clase trabajadora crean sus propios Ateneos, en los que se realizan actividades culturales de acuerdo a sus necesidades. Su lema principal sería "la cultura como medio para la emancipación del pueblo".
En el caso de los Ateneos gestionados por las clases populares, éstos recibían numerosos nombres dependiendo de la gente que actuaba en ellos o la perspectiva que se les deseaba dar. Así que se denominaban como: Ateneos libertarios, obreros, populares, anarquistas, eclécticos, sindicalistas, neutros, racionalistas, de divulgación social, Casas del pueblo, Universidades Populares, etc.
Muchos de estos centros culturales están desde sus inicios fuertemente vinculados al anarcosindicalismo y pueden ser considerados como su rama cultural. En el caso de los ateneos libertarios, uno de los fundadores de la CNT, Anselmo Lorenzo insistía en que lo primero que debían hacer los sindicatos de cada localidad era crear un Ateneo libertario.
A lo largo de las cuatro primeras décadas del siglo XX los ateneos de carácter libertario y popular se multiplicaban, así como las personas que participaban en ellos. En muchos se crearon escuelas para los hijos de los trabajadores que incluían métodos de la pedagogía más avanzada, basada en las propuestas de Francisco Ferrer Guardia. Algunas, por su calidad y número de participantes constantes, han pasado a la historia de la educación, como la Escuela Natura del Clot en Barcelona, que funcionó hasta el final de la guerra civil española.
Se puede decir que los ateneos populares o libertarios fueron una verdadera Universidad popular para la clase obrera de todas las edades, donde fue adquiriendo la formación cultural que le había sido negada por su condición social. El impulso racionalista, de liberación mediante la cultura, le da fuerza y legitimidad suficiente ante la clase obrera, que trataba los ateneos y las bibliotecas populares con reverencia. Sirven también como lugar de encuentro entre las personas del barrio, donde la gente debate, se conoce, crea vínculos de unión y plantea sus problemas a los demás.
Suponen también la primera vez en que muchas mujeres trabajadoras encuentran un sitio donde están en igualdad de condiciones con los hombres, donde van a aprender, y van tomando contacto con el anarquismo. El éxito de los ateneos libertarios fue abrumador, creando una cultura obrera y solidaria, pudiendo afirmarse que sustituyeron al Estado o a las órdenes religiosas en el papel de educativo de su tiempo.
Entre las actividades de los ateneos populares podían encontrarse boletines informativos, ediciones de libros y panfletos, excursiones al campo, conferencias y charlas, teatro, recitales poéticos, debates, clases de esperanto, o bibliotecas de libre acceso; generalmente estas actividades eran autofinanciadas por los usuarios. Algunos de estos ateneos, debido en cierto modo a la influencia anarcosindicalista, mantenían escuelas racionalistas en las que se escolarizaban los hijos de los trabajadores en un ambiente laico y progresista. Daban mucha importancia a la higiene como preventivo a las enfermedades, conocimiento de los métodos anticonceptivos y la sexualidad. 
Los Ateneos que tenían una escuela, además de asegurarse de pagar a los maestros. Solía haber clases de alfabetización para adultos por las noches. Y una de las piezas claves de los Ateneos era que procuraban hacerse con una biblioteca, que en bastantes localidades era la mayor de la zona. Este fenómeno de difusión cultural estaba totalmente justificado, sólo en 1930 se calcula que entre 1/3 y 1/4 de la población española era analfabeta. También se daban bastantes variaciones entre unos ateneos y otros. De esto eran conscientes y se solían ayudar entre ellos, promoviendo incluso diversos proyectos de Federación entre ateneos, que nunca llegaron a cuajar.
El apogeo de los ateneos libertarios tuvo lugar antes y también a comienzos de la Guerra civil, en los que florecieron cientos de ellos por todos los barrios y pueblos de la España republicana. Solamente en la ciudad de Valencia había unos 15. En Madrid llegarían a ser unos 30. En toda Cataluña llegaría a haber unos 200. Sin embargo siempre sufrieron la escasez económica, y vieron cómo los jóvenes iban siendo reclutados progresivamente conforme avanzaba la guerra, quedando en manos de las mujeres y de los hombres no combatientes. Cuando terminó la guerra los ateneos fueron disueltos. En el caso del Ateneu Enciclopèdic Popular de Barcelona, que llegó a tener 26 000 asociados (era probablemente la asociación más grande de Barcelona), sus libros fueron quemados en las Ramblas por los falangistas. 
Como hemos insinuado, los ateneos como instituciones obreras, estuvieron fuertemente vinculados con el movimiento anarquista en España. Sin embargo, los obreros socialistas (PSOE, UGT y POUM, principalmente) también participaban e incluso organizaban ateneos en sus áreas de influencia. En muchos casos eran organizaciones abiertas en las que cabían diferentes tendencias políticas. No eran raros los ateneos vinculados al Partido Federal.

## Transición
Tras la muerte de Franco en 1975 aparecen sobre todo en Cataluña, Valencia y Madrid numerosos ateneos populares. Por ejemplo en Barcelona llegó a haber una veintena de Ateneos. En ellos la función de alfabetizar al pueblo ya no es lo principal como ocurría antes de terminar la guerra civil, puesto que el Estado ya la garantizaba. La escolarización infantil ya abarcaba a la mayor parte de la población. Pero seguían existiendo una serie de problemas sociales, urbanísticos, o laborales en los barrios que desde las asambleas de los Ateneos se podían tratar, muchas veces en colaboración con las Asociaciones de Vecinos o con el sindicato CNT-AIT, del que a veces dependía. Como ocurría en la época anterior a la Guerra civil, hubo bastantes ateneos populares vinculados a otros movimientos obreros, en este caso en los años 70, al movimiento comunista. 
Así los Ateneos resurgen como lugar de encuentro, de cultura y de lucha social. Sin embargo hacia 1979 muchas asociaciones de vecinos van siendo cooptadas por los partidos políticos de izquierda, captando a algunos de sus militantes clave y desactivando las reivindicaciones en los barrios. El asociacionismo que hubo en los años 70 fue decayendo hasta 1982. Es el proceso que se conoce como "desencanto". De aquella época sobrevive el Ateneu Popular de Nou Barris, en Barcelona, que fue resultado de una okupación vecinal.
En los ateneos se realizaron charlas, debates, encuentros. Se apoyaron luchas obreras como las de Vitoria, Roca, Michelín, o la de los estibadores. Algunos miembros de estas empresas en lucha pasaron por los locales a informar de su situación. Asimismo se apoyó la lucha de los presos, tanto a nivel individual como mediante la coordinadora de apoyo a la COPEL o haciendo campaña contra las cárceles.

## Actualidad
Pero los ateneos a pesar de una decadencia durante los años 80 y parte de los 90, resurgieron en los últimos años 90 y el siglo XXI. Durante los años 80 algunos ateneos se vincularon con los nuevos movimientos juveniles de la época. Es el caso del punk y de las primeras okupaciones. Por ejemplo el Ateneo Libertario de Sants (Barcelona), renació como ocupación en 1989. Otros ateneos, como el Ateneo Libertario de Gracia o el de Poble Sec (Barcelona), también fomentaron la ocupación de viviendas y espacios, así como la confluencia de estos primeros okupas y punks con los anarquistas y con las luchas sociales. 

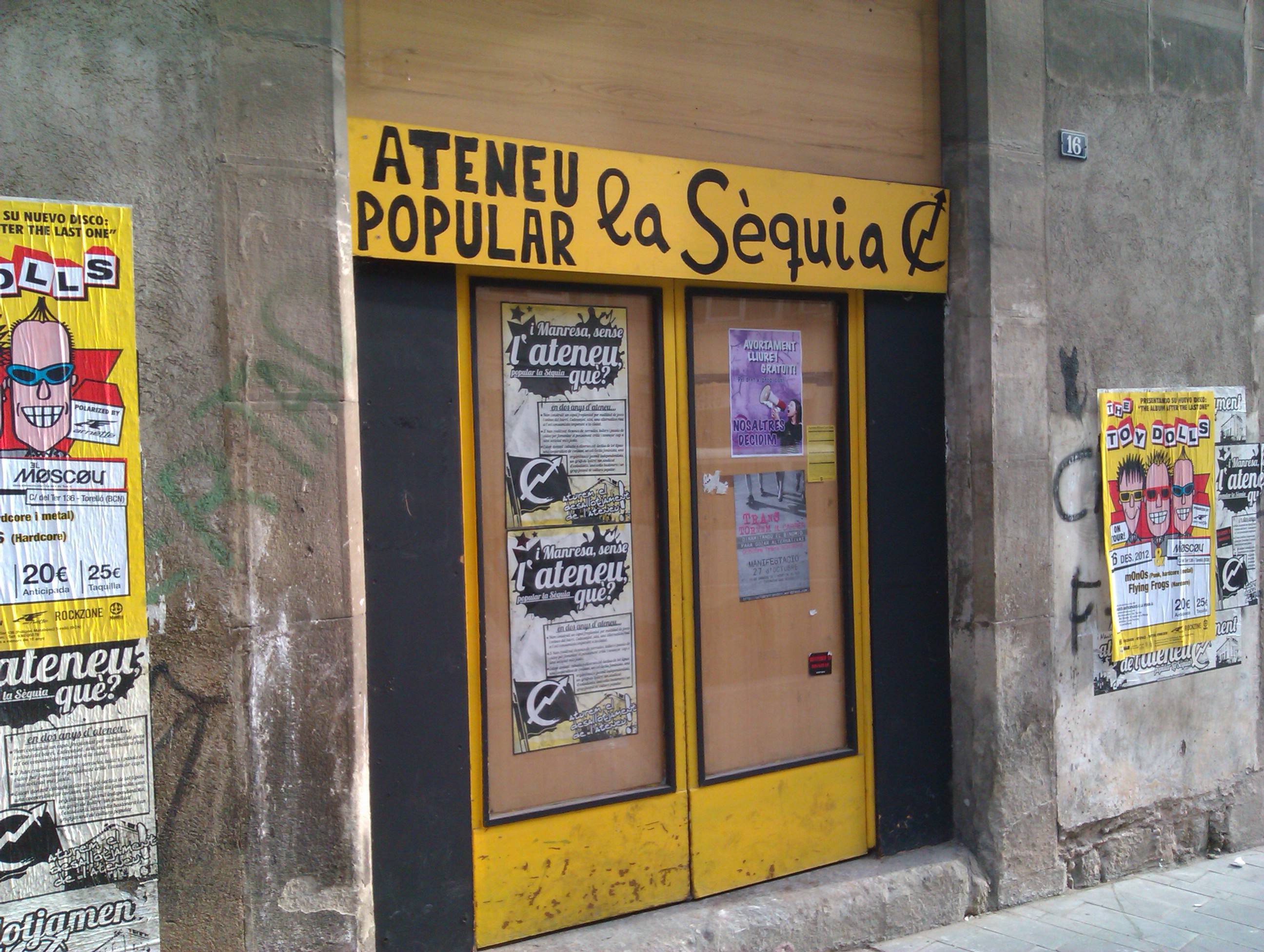
Ateneo popular La Sèquia en Manresa

En el caso concreto del País Vasco, florecieron numerosos Gaztetxes (casa de jóvenes), que venían a ser los ateneos en esta área, normalmente vinculados al movimiento abertzale, aunque también algunos a los movimientos libertarios y contraculturales (punk) de allí. Así se fue creando el entorno político-social que se asocia con el movimiento okupa.   

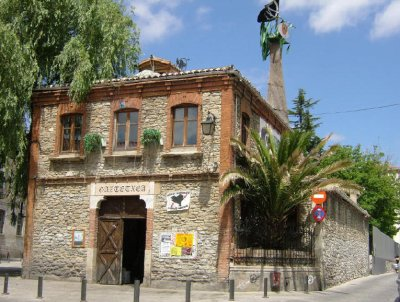
Gaztetxe de Vitoria

Durante los 90, los ateneos progresivamente se fueron vinculando al movimiento okupa. Un ejemplo de ello fue el Ateneo libertario de Cornellá, okupado desde 1987, o el ya mencionado de Sants. En muchos casos se transformaron en Centros Sociales, que venía a ser una adaptación de los ateneos a los nuevos tiempos. Sin embargo también sobrevivieron los ateneos como entidades independientes. Comenzó a darse el caso de la organización de Ateneos Populares y Casales populares por el movimiento independentista de izquierdas catalán, que hoy tienen cerca de 70 ateneos y centros sociales. También en Galicia el movimiento independentista está organizando centros sociales propios. Hay alrededor de 20. 
Por el lado libertario, además de los centros sociales okupados que hay por el estado español, que algunos se asimilarían a ateneos y otros no, hay unos 50 directamente vinculados al anarquismo (no necesariamente okupados: hay muchos alquilados y otros son cedidos por los sindicatos). Además de otros 40 centros que no reciben ese nombre sino centro de estudios, fundaciones, biblioteca social, etc. vinculados de alguna manera a las ideas libertarias. (ver enlace de Directorio de ateneos libertarios)
En Italia se han creado ateneos libertarios en Milán y Nápoles, probablemente creados con ese nombre como homenaje a los ateneos libertarios clásicos. En América Latina suelen llamarse Centros sociales libertarios, o centro de estudios libertarios.

## Funcionamiento
En el funcionamiento de los ateneos suele ser asambleario. Se rige por asamblea en donde se proponen, debaten o se toman los acuerdos. Esta horizontalidad democrática en el modo de funcionar se opone a la práctica habitual en ciertos ateneos obreros antiguos, y de algunos ateneos populares actuales, en las que existía o existe una junta directiva que es quien toma las decisiones. Asimismo hay diferencias en cuanto a la autonomía económica de los ateneos. Los más vinculados al movimiento anarquista, son partidarios de la autogestión total de los recursos y para financiarse recurren a actividades solidarias y a cuotas; también fomentan la okupación de espacios para hacer ateneos o la petición del espacio al sindicato CNT. Sin embargo otros ateneos populares, que suelen estar vinculados a organizaciones de izquierda socialdemócrata, aceptan subvenciones. 
Por último, aunque la cultura y el ocio son claros rasgos del Ateneo, se suele intentar que el espacio trascienda al mero entretenimiento, convirtiéndose en lugar de encuentro y debate para la transformación social, siendo utilizado frecuentemente por los movimientos sociales y políticos de la zona. El Ateneo busca llegar a la sociedad.